# نيمانيا ميلوفانوفيتش (لاعب كرة قدم)
نيمانيا ميلوفانوفيتش (بالصربية: Немања Миловановић)‏ هو لاعب كرة قدم صربي في مركز الوسط، ولد في 12 يونيو 1991 في كروشيفاتس في صربيا. لعب مع غزيرا يونايتد وملادوست لوتشاني ونابريداك كروشيفاتس ونادي باتشكا بالانكا.

## وصلات خارجية
- نيمانيا ميلوفانوفيتش على موقع قاعدة بيانات كرة القدم.إي يو (الإنجليزية)
- نيمانيا ميلوفانوفيتش على موقع Soccerbase.com (لاعب) (الإنجليزية)
- نيمانيا ميلوفانوفيتش على موقع Soccerway.com (الإنجليزية)
- نيمانيا ميلوفانوفيتش على موقع عالم كرة القدم.نت (الإنجليزية)